# Suada
Suada ist der Name der römischen Göttin der sanften Überredung. Mit dem Begriff Suada bezeichnet man heute auch einen Wortschwall, einen großen Redefluss, der dem Ansprechpartner ein Thema angenehm machen soll.

## Geschichte und Etymologie
Die Namensgeberin Suada oder auch Suadela ist die römische Personifizierung der Überredung. Bei den Griechen hieß sie Peitho. Das Wort stammt vom lateinischen Verb suadere ‘zureden, raten, überreden, überzeugen’ (so auch πείθω als Verb). 
Laut dem hellenistischen Dichter Hermesianax ist Peitho eine Grazie. Nach Aristophanes kommt sie statt der Euphrosyne dazu. Pausanias bringt die Charites (= Grazien) mit der Aphrodite in Verbindung.
Wenn man von der „großen Suada“ eines Redners spricht, heißt das in der Regel, dass er bei einem verbalen Imponiergespräch gerade keinen Stachel (anders als Perikles) im Gemüt zurückgelassen hat.